# St. Peter (Waldhausen)

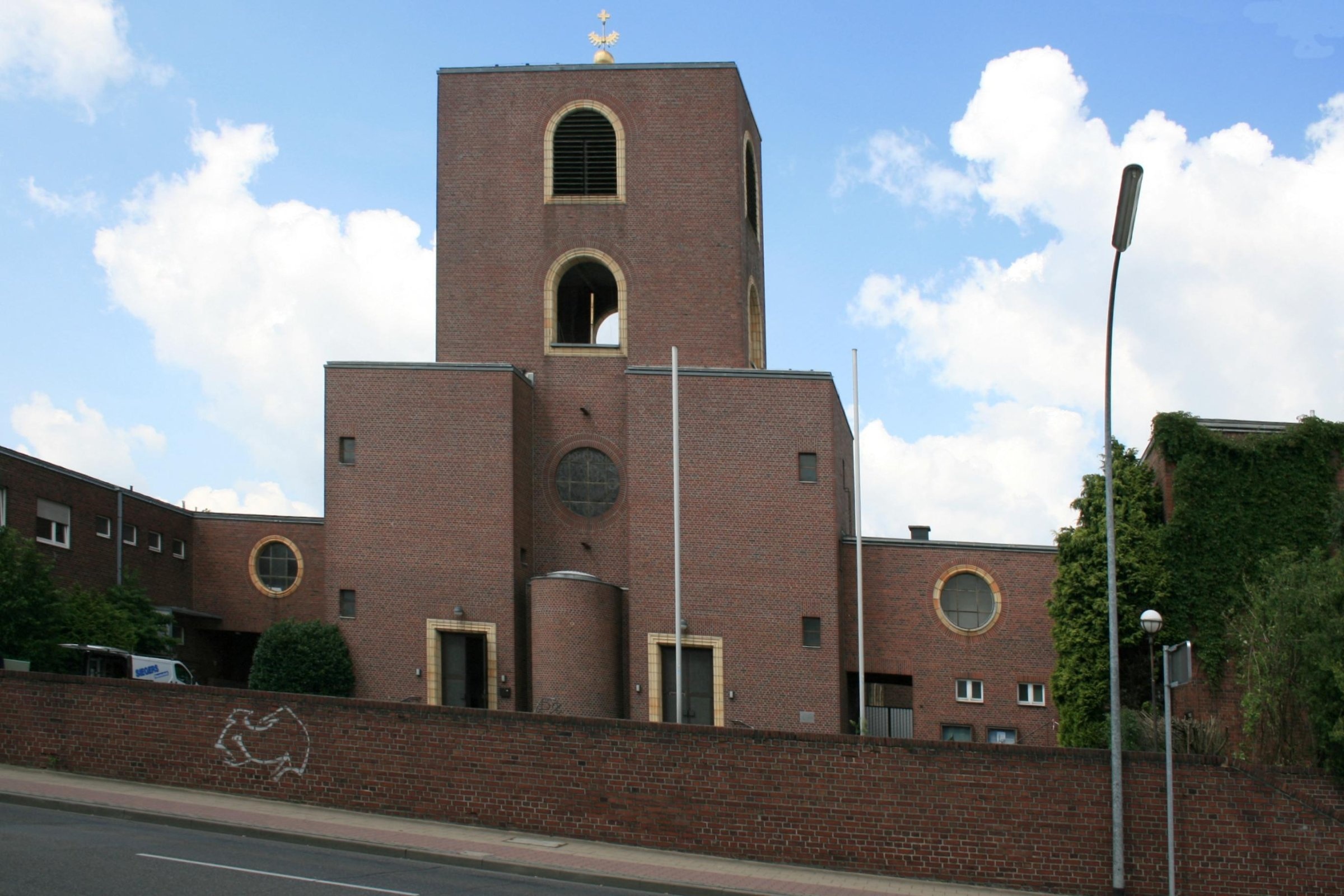
Kirche St. Peter (2010)

Die ehemalige katholische Pfarrkirche St. Peter steht im Stadtteil Waldhausen in Mönchengladbach (Nordrhein-Westfalen), Nicodemstraße 30, 32, 34, 36, 40. Seit 2010 wird sie als Kletterkirche genutzt.
Das Gebäude wurde 1932/33 erbaut. Es wurde unter Nr. N 008 am 2. Juni 1987 in die Denkmalliste der Stadt Mönchengladbach eingetragen.

## Lage
Das Objekt liegt im Ortsteil Waldhausen an der Straßenkreuzung Waldnieler Straße / Nicodemstraße und unmittelbar südlich des ehemaligen Rathauses Waldhausen.

## Architektur
Es handelt sich um eine axialsymmetrische Anlage aus kubischen Baukörpern unter Flachdächern und verblendet mit rotbunten Klinkern. Die gewestete Kirche wird flankiert von zwei vor ihre Hauptfassade vorgezogenen L-förmigen Annexbauten. Der so entstehende Ehrenhof schließt zur Nicodemstraße durch Ziegelsteinmauern und eine neunstufige Treppenanlage aus Basaltlava-Blockstufen ab.
Die dreischiffige Basilika von fast quadratischem Grundriss (20 m × 19 m) hat tief heruntergezogene Seitenschiffe. Im Osten markiert eine mächtige Turmanlage, bestehend aus einem Mittelturm in der Breite des Mittelschiffs und vorgelagerten niedrigeren Ecktürmen vor den Seitenschiffen, den Übergang zum Vorplatz. Den zwischen den Ecktürmen verbleibenden Zwischenraum füllt ein zylindrischer Rundturm, der als Taufkapelle dient. Das ursprünglich hier montierte mächtige Kreuz fehlt heute. Nach Westen umfassen die Seitenschiffe den Kirchenbau und bilden hinter dem geraden Chorschluss die Sakristei. Der monumentale Bau ist mit Klinkern verblendet. Die Seitenschiffe besitzen sieben von profilierten gelben Keramikfassungen gerahmte Rundfenster, der Obergaden des Mittelschiffs je drei Halbrundfenster, zwischen denen flächenbündig gemauerte Bögen zur Wandgliederung eingefügt sind.
Der Mittelturm zeigt auf jeder Fassadenseite zwei übereinander liegende Rundbogenöffnungen in zwei Geschossen, die ebenfalls mit den gleichen Keramik-Gewänden gefasst sind. Die oberen Öffnungen, zur Glockenstube gehörend, besitzen Schallluken. Das Flachdach des Turms trägt eine vergoldete Kugel mit Strahlenkranz und ein griechisches Kreuz. Die vorgeschobenen Seitentürme sind bis auf kleine, seitlich gelegene hochrechteckige Treppenfenster geschlossen.
Die mit schweren Bronzetüren versehenen Zugänge in die Kirche besitzen profilierte Keramikrahmungen und werden über eine Treppenanlage aus fünf Basaltlava-Blockstufen erreicht. Über der Taufkapelle belichtet ein Rundfenster das Mittelschiff. Die Sakristei belichtet ebenfalls ein in der Mittelachse der Kirche liegendes, mit gelben profilierten Keramikgewänden gefasstes Rundfenster. Das Innere wiederholt die kubischen Grundformen. Über die in den Ecktürmen angeordneten Portale gelangt man in eine querrechteckige, tonnengewölbte Halle mit Andachtskapelle. Über einige abfallende Stufen steigt man in das anfangs sehr niedrige, von der Orgelempore überbaute Mittelschiff. Der abfallende Emporenboden ist sehr weit in den Kirchenraum hineingezogen.
Die niedrigen Seitenschiffe werden an ihrer jeweiligen Mittelschiffseite von Pfeilern gestützt, die mit Keramikfliesen verblendet sind. Die Mittelschiffdecke wird von mächtigen profilierten Unterzügen getragen. Die Halbrundfenster des Mittelschiffs zeigen Klarverglasung, während die Rundfenster der Seitenschiffe Kunstverglasungen besitzen. Die Rückwand des Chores ziert ein 8,5 m hohes Petrus-Mosaik von Anton Wendling. Seine Fensterentwürfe für die Seitenschiffe (1933) zeigen abgewandelte Kreuzmotive. Das figurale Rundfenster über der Taufkapelle (Dreifaltigkeitsfenster) wurde erst 1946 nach einem Entwurf von Josef Höttges gestaltet.

## Annexbauten: Eintragung am (8. September 2006)
Die beiden zweigeschossigen Annexbauten schließen über schmale Zwischenbauten an das Ostwerk des Kirchengebäudes an und folgen seiner streng kubischen Gestaltung. Sie sind verklinkert und besitzen ebenfalls Flachdächer. Die Zwischentrakte nehmen Nebenräume auf und werden durch je ein mittig angebrachtes und durch Keramikgewände gefasstes Rundfenster geprägt. Die übrigen rechtwinkligen Öffnungen sind achsensymmetrisch verteilt, Fenster und Türen größtenteils erneuert.
Die flankierenden Annexbauten nahmen ursprünglich die Wohnungen für Pfarrer und Kapläne, Organist, Küster, Verwaltung u. ä. auf. Sie zeigen axial angeordnete rechtwinklige Fensteröffnungen unterschiedlicher Formate mit erneuerten Fensterrahmen. Die Hauseingänge erreicht man über gemauerte Treppenanlagen mit erneuerten Belägen aus Basaltlava. Der nördliche Annexbau ist zur Straße 'Am Mevissenhof' dreigeschossig ausgebildet.
Die Kirche St. Peter ist mit den flankierenden Annexbauten, den begleitenden Backsteinmauern der Außenanlagen und der Treppenanlagen bedeutend für die Geschichte des Menschen und für Städte und Siedlungen. Für Erhaltung und Nutzung des Objektes liegen wissenschaftliche, insbesondere architekturgeschichtliche, orts- / stadtgeschichtliche und sozialgeschichtliche, sowie städtebauliche Gründe vor. Die Anlage ist aus städtebaulichen, architekturhistorischen, stadthistorischen und sozialgeschichtlichen Gründen als Baudenkmal schützenswert.